# Musca atra
Musca atra är en tvåvingeart som först beskrevs av Friedrich Christian Meuschen 1787.  Musca atra ingår i släktet Musca, ordningen tvåvingar, klassen egentliga insekter, fylumet leddjur och riket djur. Inga underarter finns listade i Catalogue of Life.